# Sông Awash
Awash (đôi khi viết Hawash; Amhara: አዋሽ; Afar We'ayot; Somali: Webiga Dir) là một con sông lớn của Ethiopia. Nó nằm hoàn toàn trong lãnh thổ Ethiopia và đổ vào một chuỗi các hồ nối liền nhau, bắt đầu từ hồ Gargori và kết thúc tại hồ Abbe, trên biên giới với Djibouti, cách Vịnh Tadjoura khoảng 100 km. Đây là dòng chảy chính cảu lưu vực thoát nước lòng chảo nội lục bao gồm Amhara, Oromia, Somali, cũng như nửa phía nam của Afar.

## Tổng quan
Sông Awash bắt nguồn từ phía nam núi Warqe, phía tây Addis Ababa ở huyện Dendi, gần thị trấn Ginchi thuộc khu vực Shewa, vùng Oromia. Sau khi chảy vào đáy của Thung lũng tách giãn Lớn ở Ethiopia, Awash chảy về phía nam vòng quanh Núi Zuqualla theo hướng đông bắc trước khi đổ vào Hồ chứa Koka. Ở đó, nước được sử dụng để tưới cho các đồn điền mía. Ở hạ lưu, Awash chảy qua thành phố Adama và vườn quốc gia Awash. Sau đó, nó hợp lưu với sông Germama, trước khi hướng về phía đông bắc trước khi quay hoàn toàn về phía đông để đến hồ Gargori.
Theo thống kê thì sông Awash dài 1.200 km. Frank Richardson Cana trong Encyclopædia Britannica, Phiên bản thứ 11 mô tả phần giữa của nó là một dòng chảy rộng gần 200 foot [61 mét] sâu 4 foot [1,2 mét] trong mùa khô và 50 hoặc 60 foot [15 hoặc 18 mét] trong mùa lũ, làm ngập nhiều vùng đồng bằng trong nhiều dặm dọc theo hai bên bờ sông.
Các nhánh khác của Awash gồm Sông Logiya, Mille, Borkana, Ataye, Hawadi, Kabenna và Durkham. Trong khi các thị trấn và thành phố nằm dọc theo sông là Metehara, Awash, Gewane, Asaita.

## Lịch sử
Con người đã sống trong thung lũng Awash gần như từ khi bắt đầu loài. Trung Awash là địa điểm khảo cổ đã phát hiện ra nhiều hóa thạch hài cốt Vượn nhân hình. Phần hạ lưu của thung lũng Awash là ngôi nhà truyền thống của Người Afar. Thung lũng Awash đã được đưa vào như một phần lãnh thổ thuộc các tỉnh hoặc vương quốc lịch sử Dawaro, Fatagar, Ifat và Shewa. Ngoại trừ Shewa thì các đơn vị khác đã biến mất cùng với sự xuất hiện của các nhóm dân tộc Oromo vào thế kỷ 16.
Người châu Âu đầu tiên đi theo sông Awash đến điểm cuối cùng trong ốc đảo Asaita là Wilfred Pattiger vào năm 1933/1934, người bắt đầu tại thành phố Awash, theo dòng sông đến điểm cuối cùng của nó ở Hồ Abhebad, và tiếp tục cuộc thám hiểm về phía đông đến Tadjoura. Mặc dù cuộc thám hiểm trước đó của L.M. Nesbitt đã đi theo sông Awash vào năm 1928, nhưng ông lại đi từ Asaita và tiến về phía bắc qua Tam giác Afar đến Biển Đỏ.
Năm 1960, đập Koka được hoàn thành trên sông Awash tại một điểm cách Addis Ababa khoảng 75 km. Với việc khánh thành thì công trình đã trở thành nguồn cung cấp điện năng lớn cho khu vực. Hồ chứa Koka hay còn gọi là Hồ Gelila là kết quả của quá trình xây dựng con đập có diện tích khoảng 180 km v uông. Cả hồ và con đập đều bị đe dọa bởi sự bồi lắng ngày càng tăng.
Ngân hàng Quốc tế Awash là một tổ chức ngân hàng lớn tại Ethiopia với hơn 400 chi nhánh được đặt theo tên của sông Awash.

## Khảo cổ
Trong vòng 30 năm qua, các nhà khoa học đã phát hiện nhiều cổ vật quan trọng ở thung lũng sông Awash, ngoài những viên cuội được đẽo thành dụng cụ cắt gọt của người nguyên thủy, xương động vật bị ghè vỡ, cách nay đến 2,5-2,6 triệu năm, các chuyên gia thuộc Đại học Nam Connecticut còn phát hiện nhà bếp cổ nhất thế giới tại Gona trong thung lũng.
Đặc biệt, ngày 24 tháng 11 năm 1974, Donald Johanson và Tom Gray đã tìm thấy những mẩu hóa thạch đầu tiên của Lucy nổi tiếng, bắt đầu là một xương cẳng tay phải, rồi đến xương sọ, xương đùi, xương sườn, xương chậu và xương hàm dưới. Hai tuần sau, bằng những kỹ thuật tìm kiếm công phu, họ đã tìm thấy nhiều mẩu xương hóa thạch có thể tái tạo 40% bộ xương của hóa thạch họ Người này.
UNESCO đã đánh giá: "Vùng thung lũng Awash bao gồm những nhóm di chỉ cổ sinh vật thuộc loại quan trọng nhất của lục địa châu Phi. Những di vật cổ nhất tìm được có niên đại cách đây ít nhất 4 triệu năm đã cung cấp các bằng chứng về sự tiến hóa của con người và đã làm thay đổi quan niệm về lịch sử nhân loại".

## Động thực vật
Thảm thực vật thống trị trong lưu vực Awash là một phần của vùng sinh thái nhiệt đới theo mùa. Ở độ cao lớn, hệ sinh thái này hình thành các vi khí hậu núi cao ẩm đơn lẻ. Trên khắp các lưu vực Awash thượng và trung, vẫn còn các loại trảng cỏ khác nhau từ thảo nguyên gai, bụi rậm cho đến thảo nguyên mở trên 800 mét và thảo nguyên núi cao. Lâm nghiệp hầu như không tồn tại bên trong lưu vực sông Awash, với một vài ngoại lệ của các đồn điền bạch đàn nhỏ. Bên ngoài vườn quốc gia Awash, thảo nguyên mở và cây thân gỗ được thay thế hoàn toàn bằng nhiều loại cây trồng
Thung lũng thấp Awash là một trong những nơi bảo tồn hoang dã cuối cùng của loài Lừa hoang châu Phi, một loài đang bị đe dọa ở mức cực kỳ nguy cấp. Loài động vật có vú này đã tuyệt chủng ở Vườn quốc gia Yangudi Rassa nhưng vẫn được tìm thấy trong Khu bảo tồn lừa hoang dã Mile-Serdo liền kề. Các loài động vật lớn bị đe dọa khác gồm Linh dương sừng thẳng Đông Phi, Linh dương Soemmerring, Linh dương Ai Cập, Linh dương Gerenuk và cả Ngựa vằn Grevy.